# Lelord Kordel
Lelord Kordel, (o Kordell) (Varsavia, 16 dicembre 1904 – 3 luglio 2001), è stato un nutrizionista polacco naturalizzato statunitense, autore di numerosi libri su rimedi naturali.

## Vita
Nato a Varsavia, in Polonia, nel 1904, Lelord Kordel emigrò con i suoi genitori negli Stati Uniti da bambino ed è cresciuto a Chicago, dove suo padre, un panettiere, aveva trovato lavoro. Dopo gli studi all'università e la scuola a Chicago, Kordel tornò in Polonia per continuare i suoi studi all'università di Cracovia. Dopo aver conseguito il suo dottorato (Ph.D. in biochimica) nel 1930, lavorò per due anni come istruttore scientifico e quindi, conseguì una posizione come assistente di ricerca di un famoso medico britannico di nome Sir William Arbuthnot-Vicolo, le cui teorie gli ispirarono poi la sua carriera come dietista.
Quando Kordel tornò in America agli inizi degli anni trenta, aprì la California Nutrition Clinic a Beverly Hills. Durante la seconda guerra mondiale inoltre, condusse seminari sulla nutrizione per lo sforzo bellico.
Dopo la guerra, Kordel iniziò la sua carriera riuscita di scrittore, scrivendo diversi libri.
Partendo dalla sua base di origine dentro Detroit, Michigan, Kordel viaggiò in tutto il mondo per dare corsi e conferenze pubbliche su una corretta nutrizione e un'adeguata ed equilibrata dieta. I suoi insegnamenti e le sue formulazioni hanno guadagnato un ampio cerchio di consensi fra i diversi strati della società, comprese anche star di Hollywood come Zsa Zsa Gábor, Eva Gabor, Gloria Swanson e Raquel Welch.

## Opere
- Health the Easy Way, (1946);
- Health Through Nutrition, (1950);
- Eat and Grow Younger, (1952);
- Cook Right – Live Longer, (1962);
- Natural Folk Remedies, (1972);
- Rimedi Popolari Naturali (Milano, Rizzoli Editore Collana Guide Pratiche BUR, 1976.NoISBN)
- Eat and Grow Slender, (1977).